# Maryam Mirzakhani
Maryam Mirzakhani (persiska: مریم میرزاخانی), född 12 maj 1977 i Teheran, död 14 juli 2017 i Stanford i Kalifornien, var en iransk matematiker och professor i matematik inom områdena topologi och hyperbolisk geometri vid Stanford University. Hon var dotter till Ahmad Mirzakhani, elektronikingenjör, och Zahra Haghighi.
2014 tilldelades hon Fieldsmedaljen och blev därmed den första kvinnan att tilldelas denna utmärkelse.
Hon avled vid 40 års ålder till följd av bröstcancer.
Mirzakhani var gift med Jan Vondrák, som är matematikprofessor vid Stanford University. Tillsammans fick de en dotter vid namn Anahita.

## Uppväxt
Mirzakhani föddes i Teheran två år före den iranska revolutionen och avslutade grundskolan det år som kriget mellan Iran och Irak slutade och hon kom in i utbildningssystemet i en tid av relativ politisk lugn. 1988 var hon en av hundra flickor som antogs till Farzanegan School, en elitskola för begåvade flickor, som en del av NODET, ett program för att utveckla exceptionella intellekt.
Hon tävlade och igenkändes internationellt för sina matematiska färdigheter och fick guldmedaljer vid både 1994 International Mathematical Olympiad (i Hong Kong) och 1995 International Mathematical Olympiad (i Toronto), där hon var den första iranska studenten som fick toppoäng.
Som barn drömde Mirzakhani om att bli författare, och tankarna på en karriär inom matematiken började ta form först under hennes sista år på gymnasiet. Intresset för matematik växte under hennes tid vid Sharifuniversitet i Teheran. Hennes författardrömmar inspirerades av biografier om bland andra Marie Curie, Helen Keller och Vincent van Gogh.
Hennes intresse för vetenskap väcktes när hennes bror kom hem från skolan och brukade berätta det han lärt sig, speciellt om matematikern Gauss. Detta intresse uppmuntrades och växte med hjälp av Mirzakhanis rektor i grundskolan, en viljestark kvinna som gjorde allt för att säkerställa att hon och hennes kamrater fick samma möjligheter som pojkar i motsvarande ålder.
Mirzakhani har själv uttryckt att det funnits och fortfarande finns många sociala hinder för flickor med matematiska intressen. Många kvinnor står också inför svåra val beträffande balansen mellan karriär och familj, vilket kan hindra dem i karriären.

## Utbildning och arbete
Under hennes första år på grundskolan i Farzanaegan var hennes kunskaper i matematik begränsande och hon fick ingen uppmuntran av sina lärare. Detta resulterade i lägre självförtroende och minskat intresse för matematik. Under sitt andra år hade hon en annan matematiklärare som uppmuntrade henne och detta ledde till att hon visade stor talang.
Hon gick på gymnasiet i Teheran i Farzanegan, National Organization for Development of Exceptional Talents (NODET). Vid 16 års ålder deltog hon sommaren 1993 i en workshop om grafteori som resulterade i hennes första akademiska publikation i en vetenskaplig tidskrift.
Mirzakhani avlade kandidatexamen i matematik år 1999 vid Sharif University of Technology i Teheran. Därefter flyttade hon till Kalifornien, USA, och avlade doktorsexamen och blev teknologie doktor vid Harvard University år 2004 under handledning av Curtis McMullen. Hennes doktorsavhandling handlade om hyperboliska ytor och har beskrivits som ett mästerverk. Mellan åren 2004 och 2008 verkade hon som forskare vid Clay Mathematics Institute på Princeton University för att sedan arbeta vid Stanford University som professor från år 2008 fram till sin död år 2017. Hennes forskning behandlade bland annat geodesiska ytor, hyperboliska ytor och Teichmüller-rum.
Under sitt första år på Sharif vann hon ett pris för att ha löst ett av de olösta matematiska problemen som den ungerske matematikern Paul Erdős formulerat som en förmodan. I februari 1998 deltog de bästa matematiska studenterna från Sharif University of Technology i en tävling i Ahwaz i Iran, där också Mirzakhani deltog. På vägen tillbaka till Tehran föll bussen från en klippa varvid sju personer omkom. 1999 var hon medförfattare till boken Elementary Number Theory på persiska, tillsammans med sin studiekamrat Roya.
År 2014 blev Mirzakhani den första kvinnan och den första iraniern att tilldelas Fieldsmedaljen sedan prisutdelningens start år 1936. Priset tilldelades Mirzakhani för hennes "enastående bidrag till Riemannytors dynamik och geometri samt deras modulirum" (engelska: "outstanding contributions to the dynamics and geometry of Riemann surfaces and their moduli spaces").
Mirzakhani upptäckte en formel som uttrycker volymen för moduli-utrymmet på ytor av typen (g, n) med givna gränslängder. Detta ledde till ett nytt bevis för Witten-Kontsevich-formeln för skärningstalen för tautologiska klasser på moduli-rum, samt en asymptotisk formel för polynom ökandet av antalet enkla stängda geodetiker på en kompakt hyperbolisk yta.

## Död och eftermäle
År 2013 diagnostiserades Mirzakhani med bröstcancer. Till följd av sjukdomen avled hon 2017 vid 40 års ålder. Då iranska tidningar nåddes av dödsbudet bröt flera av dem mot landets tabun genom att publicera bilder av Mirzakhani utan slöja.
Till minne av Mirzakhani utnämndes hennes födelsedatum, den 12 maj, till International Day of Women in Mathematics i syfte att fira och uppmuntra kvinnor inom matematikområdet. Detta datum instiftades år 2018 på världsmötet för kvinnor inom matematik i Rio de Janeiro, på initiativ av the Women’s Committee of the Iranian Mathematical Society.
År 2014 grundades The Mirzakhani Society som en förening för kvinnor och icke-binära matematikstudenter vid Oxfords universitet.
Den 4 november 2019 instiftades "Maryam Mizakhani New Frontiers Prize", ett pris skapat av The Breakthrough Prize Foundation, som ska tilldelas framstående kvinnliga matematiker vilka nyligen har avlagt sin doktorsexamen. Prissumman är på 50,000 dollar och priset kommer att utdelas årligen..   
Sharif University i Teheran har namngivit sitt huvudbibliotek i College of Mathematics efter Maryam Mirzakhani. Likaså namngav House of Mathematics en konferenshall i staden Isfahan till ”Mirzakhani Hall”.
The Mathematical Sciences Research Institute (MSRI) och George Csicsery har producerat en dokumentär om Mirzakhani med titeln Secrets of the Surface: The Mathematical Vision of Maryam Mirzakhani. Den hade premiär 17 januari 2020 och handlar om Mirzakhanis liv och hennes bidrag till matematiken.

## Utmärkelser och meriter
- 2014: Fieldsmedaljen, Internationella matematikorganisationen (International Mathematical Union)[38]
- 2014: Clay Research Award, Clay Mathematics Institute, USA[39]
- 2014: Nature's 10, utnämnd till en av "Ten people who mattered this year" av tidskriften Nature, USA[40]
- 2013: Simons Investigator Award, Simons Foundation, USA[41]
- 2013: Ruth Lyttle Satter Prize in Mathematics, American Mathematical Society (AMS), USA[42]
- 2009: Leonard M. and Eleanor B. Blumenthal Award for the Advancement of Research in Pure Mathematics, American Mathematical Society (AMS), USA[43]
- 2004: Clay Mathematics Institute Research Fellow, USA[44]
- 2003: Harvard Junior Fellowship, Harvard University, USA[45]
- 2003: Merit Fellowship, Harvard University, USA[45]
- 1995-1999: IPM Fellowship, Institute for Research in Fundamental Sciences, Iran[45]
- 1995: Guldmedalj vid Matematikolympiaden (International Mathematical Olympiad, IMO), Kanada[45][46]
- 1994: Guldmedalj vid Matematikolympiaden (International Mathematical Olympiad, IMO), Hong Kong[45][46]